# 国际金融公司
国际金融公司（International Finance Corporation，簡稱：IFC)，是总部位于美国华盛顿特区的多边国际金融机构。
國際金融公司是世界銀行集團之五大組成機構之一，成立於1956年7月20日，現由177个成员国政府作為股東合资持有。
国际金融公司的主要出资股东包括美国、日本、德国、英国、法国。
国际金融公司致力于为发展中国家和新兴市场的私营部门提供多样化的金融支持，包括股权投资、长期债权投资、基金、结构性融资等形式。